# Nemanja Radonjić
Nemanja Radonjić (Servisch: Немања Радоњић) (Niš, 15 februari 1996) is een Servisch voetballer die doorgaans speelt als linksbuiten. In september 2024 verruilde hij Torino voor Rode Ster Belgrado. Radonjić maakte in 2017 zijn debuut in het Servisch voetbalelftal.

## Clubcarrière
Radonjić speelde in de jeugdopleiding van FK Partizan. Hierna speelde hij voor Viitorul Constanța en Empoli voor hij in 2015 terechtkwam bij AS Roma. Roma verhuurde hem in januari 2016 voor anderhalf seizoen aan Čukarički. Na afloop van deze verhuurperiode verkaste de vleugelspeler naar Rode Ster Belgrado. Radonjić tekende een contract tot medio 2022.
In de zomer van 2018 maakte de Serviër de overstap naar Olympique Marseille, dat circa twaalf miljoen euro voor hem betaalde. In Frankrijk zette hij zijn handtekening onder een verbintenis voor de duur van vijf seizoenen. In februari 2021 werd de Serviër voor een half seizoen verhuurd aan Hertha BSC. Na zijn terugkeer speelde hij een enkel duel voor Marseille, voor Benfica hem huurde. Torino werd medio 2022 de derde club op een rij die hem op huurbasis overnam. In het voorjaar van 2023 werd duidelijk dat Torino hem in de zomer definitief zou overnemen. In januari 2024 huurde RCD Mallorca hem. Na deze verhuurperiode vertrok Radonjić definitief bij Torino, om bij Rode Ster Belgrado terug te keren.

## Clubstatistieken
| Seizoen | Club                | Competitie       | Competitie | Competitie | Beker | Beker | Internationaal | Internationaal | Totaal | Totaal |
| Seizoen | Club                | Competitie       | Wed.       | Dlp.       | Wed.  | Dlp.  | Wed.           | Dlp.           | Wed.   | Dlp.   |
| ------- | ------------------- | ---------------- | ---------- | ---------- | ----- | ----- | -------------- | -------------- | ------ | ------ |
| 2015/16 | AS Roma             | Serie A          | 0          | 0          | 0     | 0     | 0              | 0              | 0      | 0      |
| 2015/16 | → Čukarički         | Superliga        | 10         | 2          | 0     | 0     | —              | —              | 10     | 2      |
| 2016/17 | → Čukarički         | Superliga        | 17         | 2          | 3     | 0     | 1              | 0              | 21     | 2      |
| 2017/18 | Rode Ster Belgrado  | Superliga        | 28         | 5          | 1     | 0     | 10             | 2              | 39     | 7      |
| 2018/19 | Rode Ster Belgrado  | Superliga        | 0          | 0          | 0     | 0     | 8              | 4              | 8      | 4      |
| 2018/19 | Olympique Marseille | Ligue 1          | 17         | 0          | 1     | 0     | 4              | 0              | 22     | 0      |
| 2019/20 | Olympique Marseille | Ligue 1          | 21         | 5          | 4     | 1     | —              | —              | 25     | 6      |
| 2020/21 | Olympique Marseille | Ligue 1          | 12         | 2          | 1     | 0     | 2              | 0              | 15     | 2      |
| 2020/21 | → Hertha BSC        | Bundesliga       | 12         | 1          | 0     | 0     | —              | —              | 12     | 1      |
| 2021/22 | Olympique Marseille | Ligue 1          | 1          | 0          | 0     | 0     | —              | —              | 1      | 0      |
| 2021/22 | → Benfica           | Primeira Liga    | 6          | 0          | 4     | 1     | 1              | 0              | 11     | 1      |
| 2022/23 | → Torino            | Serie A          | 28         | 2          | 2     | 2     | —              | —              | 30     | 4      |
| 2023/24 | Torino              | Serie A          | 10         | 3          | 1     | 0     | —              | —              | 11     | 3      |
| 2023/24 | → RCD Mallorca      | Primera División | 11         | 0          | 3     | 0     | —              | —              | 14     | 0      |
| 2024/25 | Rode Ster Belgrado  | Superliga        | 0          | 0          | 0     | 0     | 0              | 0              | 0      | 0      |
| Totaal  | Totaal              | Totaal           | 173        | 22         | 20    | 4     | 26             | 6              | 219    | 32     |

Bijgewerkt op 14 september 2024.

## Interlandcarrière
Radonjić maakte zijn debuut in het Servisch voetbalelftal op 14 november 2017, toen met 1–1 gelijkgespeeld werd tegen Zuid-Korea. De vleugelspeler moest van bondscoach Mladen Krstajić als wisselspeler aan het duel beginnen en viel tien minuten voor tijd in voor Andrija Živković. In de tweede helft zorgden Adem Ljajić en Koo Ja-cheol (vanuit een strafschop) voor de doelpunten. De andere debutanten dit duel waren Nikola Aksentijević (Radnički) en Marko Dmitrović (Eibar). Radonjić werd in mei 2018 door Krstajić opgenomen in de selectie van Servië voor het wereldkampioenschap in Rusland Daar sneuvelde de ploeg in de voorronde na een overwinning op Costa Rica (1–0) en nederlagen tegen achtereenvolgens Zwitserland (1–2) en Brazilië (0–2). Radonjić speelde tegen zowel Zwitserland als Brazilië als invaller mee.
In november 2022 werd Radonjić door bondscoach Dragan Stojković opgenomen in de selectie van Servië voor het WK 2022. Tijdens dit WK werd Servië uitgeschakeld in de groepsfase na nederlagen tegen Brazilië en Zwitserland en een gelijkspel tegen Kameroen. Radonjić kwam in alle drie duels in actie. Zijn toenmalige clubgenoten Nikola Vlašić (Kroatië), Saša Lukić, Vanja Milinković-Savić (beiden eveneens Servië) en Ricardo Rodríguez (Zwitserland) waren ook actief op het toernooi.
In mei 2024 werd Radonjić door Stojković opgenomen in de voorselectie voor het EK 2024 in Duitsland. Toen een week later de definitieve selectie werd aangekondigd, was hij een van de afvallers.
| Interlands van Nemanja Radonjić voor Servië | Interlands van Nemanja Radonjić voor Servië | Interlands van Nemanja Radonjić voor Servië | Interlands van Nemanja Radonjić voor Servië | Interlands van Nemanja Radonjić voor Servië | Interlands van Nemanja Radonjić voor Servië | Interlands van Nemanja Radonjić voor Servië |
| №                                           | Datum                                       | Wedstrijd                                   | Uitslag                                     | Competitie                                  | Goals                                       |                                             |
| Als speler bij Rode Ster Belgrado           | Als speler bij Rode Ster Belgrado           | Als speler bij Rode Ster Belgrado           | Als speler bij Rode Ster Belgrado           | Als speler bij Rode Ster Belgrado           | Als speler bij Rode Ster Belgrado           | Als speler bij Rode Ster Belgrado           |
| ------------------------------------------- | ------------------------------------------- | ------------------------------------------- | ------------------------------------------- | ------------------------------------------- | ------------------------------------------- | ------------------------------------------- |
| 1                                           | 14 november 2017                            | Zuid-Korea – Servië                         | 1 – 1                                       | Vriendschappelijk                           |                                             |                                             |
| 2                                           | 4 juni 2018                                 | Chili – Servië                              | 1 – 0                                       | Vriendschappelijk                           |                                             |                                             |
| 3                                           | 9 juni 2018                                 | Bolivia – Servië                            | 1 – 5                                       | Vriendschappelijk                           |                                             |                                             |
| 4                                           | 22 juni 2018                                | Servië – Zwitserland                        | 1 – 2                                       | WK 2018                                     |                                             |                                             |
| 5                                           | 27 juni 2018                                | Servië – Brazilië                           | 0 – 2                                       | WK 2018                                     |                                             |                                             |
| Als speler bij Olympique Marseille          |                                             |                                             |                                             |                                             |                                             |                                             |
| 6                                           | 7 september 2018                            | Litouwen – Servië                           | 0 – 1                                       | Nations League 2018/19                      |                                             |                                             |
| 7                                           | 11 oktober 2018                             | Montenegro – Servië                         | 0 – 2                                       | Nations League 2018/19                      |                                             |                                             |
| 8                                           | 14 oktober 2018                             | Roemenië – Servië                           | 0 – 0                                       | Nations League 2018/19                      |                                             |                                             |
| 9                                           | 17 november 2018                            | Servië – Montenegro                         | 2 – 1                                       | Nations League 2018/19                      |                                             |                                             |
| 10                                          | 20 maart 2019                               | Duitsland – Servië                          | 1 – 1                                       | Vriendschappelijk                           |                                             |                                             |
| 11                                          | 25 maart 2019                               | Portugal – Servië                           | 1 – 1                                       | EK 2020 kwalificatie                        |                                             |                                             |
| 12                                          | 10 september 2019                           | Luxemburg – Servië                          | 1 – 3                                       | EK 2020 kwalificatie                        | 55'                                         |                                             |
| 13                                          | 10 oktober 2019                             | Servië – Paraguay                           | 1 – 0                                       | Vriendschappelijk                           |                                             |                                             |
| 14                                          | 14 oktober 2019                             | Litouwen – Servië                           | 1 – 2                                       | EK 2020 kwalificatie                        |                                             |                                             |
| 15                                          | 14 november 2019                            | Servië – Luxemburg                          | 3 – 2                                       | EK 2020 kwalificatie                        | 70'                                         |                                             |
| 16                                          | 17 november 2019                            | Servië – Oekraïne                           | 2 – 2                                       | EK 2020 kwalificatie                        |                                             |                                             |
| 17                                          | 6 september 2020                            | Servië – Turkije                            | 0 – 0                                       | Nations League 2020/21                      |                                             |                                             |
| 18                                          | 11 oktober 2020                             | Servië – Hongarije                          | 0 – 1                                       | Nations League 2020/21                      |                                             |                                             |
| 19                                          | 15 november 2020                            | Hongarije – Servië                          | 1 – 1                                       | Nations League 2020/21                      | 17'                                         |                                             |
| 20                                          | 18 november 2020                            | Servië – Rusland                            | 5 – 0                                       | Nations League 2020/21                      | 10'                                         |                                             |
| Als speler bij Hertha BSC                   |                                             |                                             |                                             |                                             |                                             |                                             |
| 21                                          | 27 maart 2021                               | Servië – Portugal                           | 2 – 2                                       | WK 2022 kwalificatie                        |                                             |                                             |
| 22                                          | 30 maart 2021                               | Azerbeidzjan – Servië                       | 1 – 2                                       | WK 2022 kwalificatie                        |                                             |                                             |
| Als speler bij Benfica                      |                                             |                                             |                                             |                                             |                                             |                                             |
| 23                                          | 1 september 2021                            | Qatar – Servië                              | 0 – 4                                       | Vriendschappelijk                           |                                             |                                             |
| 24                                          | 4 september 2021                            | Servië – Luxemburg                          | 4 – 1                                       | WK 2022 kwalificatie                        |                                             |                                             |
| 25                                          | 7 september 2021                            | Ierland – Servië                            | 1 – 1                                       | WK 2022 kwalificatie                        |                                             |                                             |
| 26                                          | 9 oktober 2021                              | Luxemburg – Servië                          | 0 – 1                                       | WK 2022 kwalificatie                        |                                             |                                             |
| 27                                          | 12 oktober 2021                             | Servië – Azerbeidzjan                       | 3 – 1                                       | WK 2022 kwalificatie                        |                                             |                                             |
| 28                                          | 11 november 2021                            | Servië – Qatar                              | 4 – 0                                       | Vriendschappelijk                           |                                             |                                             |
| 29                                          | 14 november 2021                            | Portugal – Servië                           | 1 – 2                                       | WK 2022 kwalificatie                        |                                             |                                             |
| 30                                          | 24 maart 2022                               | Hongarije – Servië                          | 0 – 1                                       | Vriendschappelijk                           |                                             |                                             |
| 31                                          | 29 maart 2022                               | Denemarken – Servië                         | 3 – 0                                       | Vriendschappelijk                           |                                             |                                             |
| 32                                          | 2 juni 2022                                 | Servië – Noorwegen                          | 0 – 1                                       | Nations League 2022/23                      |                                             |                                             |
| 33                                          | 5 juni 2022                                 | Servië – Slovenië                           | 4 – 1                                       | Nations League 2022/23                      | 90+2'                                       |                                             |
| 34                                          | 9 juni 2022                                 | Zweden – Servië                             | 0 – 1                                       | Nations League 2022/23                      |                                             |                                             |
| 35                                          | 12 juni 2022                                | Slovenië – Servië                           | 2 – 2                                       | Nations League 2022/23                      |                                             |                                             |
| Als speler bij Torino                       |                                             |                                             |                                             |                                             |                                             |                                             |
| 36                                          | 27 september 2022                           | Noorwegen – Servië                          | 0 – 2                                       | Nations League 2022/23                      |                                             |                                             |
| 37                                          | 24 november 2022                            | Brazilië – Servië                           | 2 – 0                                       | WK 2022                                     |                                             |                                             |
| 38                                          | 28 november 2022                            | Kameroen – Servië                           | 3 – 3                                       | WK 2022                                     |                                             |                                             |
| 39                                          | 2 december 2022                             | Servië – Zwitserland                        | 2 – 3                                       | WK 2022                                     |                                             |                                             |
| 40                                          | 7 september 2023                            | Servië – Hongarije                          | 1 – 2                                       | EK 2024 kwalificatie                        |                                             |                                             |
| 41                                          | 10 september 2023                           | Litouwen – Servië                           | 1 – 3                                       | EK 2024 kwalificatie                        |                                             |                                             |
| 42                                          | 14 oktober 2023                             | Hongarije – Servië                          | 2 – 1                                       | EK 2024 kwalificatie                        |                                             |                                             |
| 43                                          | 15 november 2023                            | België – Servië                             | 1 – 0                                       | Vriendschappelijk                           |                                             |                                             |
| 44                                          | 19 november 2023                            | Servië – Bulgarije                          | 2 – 2                                       | EK 2024 kwalificatie                        |                                             |                                             |

Bijgewerkt op 14 september 2024.

## Erelijst
| Superliga | 1 | 2017/18 |